# Hải Thương
Hải Thương (tiếng Trung: 海沧区, Hán Việt: Hải Thương khu) Là một quận của thành phố Hạ Môn (厦门市), tỉnh Phúc Kiến, Cộng hòa Nhân dân Trung Hoa. Quận này có diện tích 155 km², dân số 130.000 người, quận lỵ đóng ở trấn Hải Thương, mã số bưu chính là 361026. Quận Hải Thương được chia thành 2 nhai đạo sự biện xứ và một trấn.